# Avresne
Die Avresne ist ein kleiner Fluss in Frankreich, der im Département Maine-et-Loire in der Region Pays de la Loire fließt. Sie entspringt im südlichen Gemeindegebiet von Bégrolles-en-Mauges, entwässert generell Richtung Nordwest und Nord durch die Landschaft Mauges und mündet nach rund 19 Kilometern an der Gemeindegrenze von Beaupréau-en-Mauges und Montrevault-sur-Èvre als linker Nebenfluss in die Èvre.

## Orte am Fluss
(Reihenfolge in Fließrichtung)
- Les Noues, Gemeinde Bégrolles-en-Mauges
- Saint-Macaire-en-Mauges, Gemeinde Sèvremoine
- La Moncouallière, Gemeinde Sèvremoine
- La Blouère, Villedieu-la-Blouère, Gemeinde Beaupréau-en-Mauges
- La Chapelle-du-Genêt, Gemeinde Beaupréau-en-Mauges